# فدریکو شابود

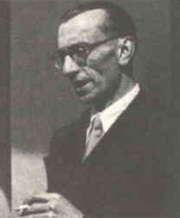
شابود در اواخر عمر

فدریکو شابود (به ایتالیایی: Federico Chabod) یا فدریک شابو (به فرانسوی: Frédéric Chabod) (زادهٔ ۲۳ فوریه ۱۹۰۱- مرگ ۱۴ ژوئیهٔ ۱۹۶۰) تاریخ‌نگار و سیاستمدار ایتالیایی بود.
شابود زادهٔ آئوستا بود. وی در دانشگاه تورین تحصیل‌کرد و پایان‌نامه‌اش را دربارهٔ نیکولو ماکیاولی ارائه‌داد. سپس تحصیلش را در دانشگاه هومبولت برلین زیر نظر فریدریش ماینکه پی‌گرفت. بعد از آن شابود در دانشگاه‌های پروجا و میلان شاغل شد.
شابود در ۱۹۶۰ در رم درگذشت.